# Visoka železnička škola strukovnih studija Beograd
Visoka železnička škola strukovnih studija u Beogradu je u toku svog pedesetpetogodišnjeg rada prošla nekoliko etapa razvoja od osnivanja do danas. Izrasla je na temeljima prethodne Više železničke sobraćajne škole, koja je osnovana daleke 1957. godine, a počela je sa nastavnim radom 1958. godine. Zatim je 1967. godine reformisana u Višu železničku školu, da bi 2007. godine nakon uspešno sprovedene akreditacije prerasla u Visoku železničku školu strukovnih studija.

## Istorija
U istoriju Visoke železničke škole strukovnih studija u Beogradu utkan je rad mnogih generacija studenata, ali i njihovih profesora. Danas škola predstavlja samostalnu visokoškolsku ustanovu koja obavlja nastavno-obrazovnu i istraživačku delatnost utemeljenu na 55-godišnjoj tradiciji. Tokom proteklih pet i po decenija postojanja, u Visokoj železničkoj školi strukovnih studija rađene su studije i projekti iz primenjenih istraživanja, a Škola je bila i organizator naučno-stručnih skupova i savetovanja koja su imala i međunarodni karakter. Naučno-istraživački rad je bio u funkciji razvoja železničkog saobraćaja.
Škola je ostvarila uspešnu saradnju sa privrednim i naučno-obrazovnim institucijama (institutima, visokim školama, fakultetima i univerzitetima) u zemlji i inostranstvu (VTU "Todor Kableškov" iz Sofije, Žilinski univerzitet iz Slovačke, MIIT iz Moskve i drugi), uz svestrano učešće nastavnika i studenata Škole.
Tokom proteklog perioda, Visoka železnička škola strukovnih studija bila je osnovni nosilac železničkog školstva u oblasti višeg obrazovanja i stvaralac visokostručnih kadrova za potrebe železnice i pokretač njenog daljeg razvoja. U toku školske 2006/2007. godine škola je među prvim višim školama u Srbiji uspešno sprovela postupak akreditacije i prerasla u Visoku železničku školu strukovnih studija.

## Delatnost
Delatnosti Škole su:
- Ostvarivanje visokog obrazovanja kroz studije prvog stepena - osnovne strukovne studije i studije drugog stepena - specijalističke strukovne studije za akreditovane studijske programe, za koje je Škola dobila dozvolu za rad;
- Program obrazovanja tokom čitavog života van okvira studijskih programa;
- Organizovanje simpozijuma, naučno-stručnih skupova, savetovanja, seminara i slično;
- Organizovanje kurseva, inovacije znanja stručnog obrazovanja, usavršavanja, kao i polaganje stručnih ispita;
- Drugi poslovi kojima se komercijalizuju rezultati stručnog i istraživačkog rada, pod uslovom da se tim poslovima ne ugrožava kvalitet nastave.

Delatnost Škole ostvaruje se u okviru posebnih organizacionih jedinica:
1. Nastavno-obrazovna,
2. Istraživačko-razvojna,
3. Sekretarijat.

## Studijski programi
1. Osnovne trogodišnje strukovne studije (I nivo visokog obrazovanja, 180 ESPB)
2. Jednogodišnje specijalističke strukovne studije (II nivo visokog obrazovanja, 180+60=240 ESPB)

I. osnovne strukovne studije
- ŽELEZNIČKI SAOBRAĆAJ

stručni naziv: Strukovni inženjer saobraćaja
- ŽELEZNIČKO MAŠINSTVO

stručni naziv: Strukovni inženjer mašinstva
- ELEKTROTEHNIKA U SAOBRAĆAJU

stručni naziv: Strukovni inženjer elektrotehnike i računarstva
- ŽELEZNIČKO GRAĐEVINARSTVO

stručni naziv: Strukovni inženjer građevinarstva
- KOMERCIJALNO POSLOVANJE ŽELEZNICE

stručni naziv: Strukovni ekonomista
- JAVNI GRADSKI I INDUSTRIJSKI SAOBRAĆAJ

stručni naziv: Strukovni inženjer saobraćaja
- INŽENJERSTVO ZAŠTITE ŽIVOTNE SREDINE U SAOBRAĆAJU

stručni naziv: Strukovni inženjer zaštite životne sredine
II. specijalističke strukovne studije
- ŽELEZNIČKI SAOBRAĆAJ

stručni naziv: Specijalista strukovni inženjer saobraćaja
- ŽELEZNIČKO MAŠINSTVO

stručni naziv: Specijalista strukovni inženjer mašinstva
- ELEKTROTEHNIKA U SAOBRAĆAJU

stručni naziv: Specijalista strukovni inženjer elektrotehnike i računarstva
- ŽELEZNIČKO GRAĐEVINARSTVO

stručni naziv: Specijalista strukovni inženjer građevinarstva
- KOMERCIJALNO POSLOVANJE ŽELEZNICE

stručni naziv: Specijalista strukovni ekonomista
- JAVNI GRADSKI I INDUSTRIJSKI SAOBRAĆAJ

stručni naziv: Specijalista strukovni inženjer saobraćaja
- ZAŠTITA ŽIVOTNE SREDINE I ENERGETSKA EFIKASNOST

stručni naziv: 'Specijalista strukovnih inženjer zaštite životne sredine i energetske efikasnosti'

## Spoljašnje veze
- www.vzs.edu.rs